# Andrés Aurelio González
Andrés Aurelio González (Callao, 8 aprile 1968) è un ex calciatore peruviano, di ruolo attaccante.